# Cara Wakelin
Cara Wakelin (nacida el 8 de febrero de 1977 en Melbourne, Australia) es una modelo y actriz australiana que fue elegida playmate de noviembre de 1999 de la revista playboy. Además de su aparición en la revista también lo hizo en numerosos videos playboy.

## Filmografía / apariciones en TV
- Death to Smoochy - Princess
- Relic Hunter, episodio Pandora's box - Katherine Hollingsworthy
- McEnroe - 7 de diciembre de 2004
- The Howard Stern Show - 3 de agosto de 2004